# Medagliati olimpici nell'atletica leggera femminile
Elenco delle vincitrici di medaglia olimpica nell'atletica leggera.

## Albo d'oro

### Corse piane

#### 100 metri piani
| Edizione                                                | Oro                                                     | Argento                                      | Bronzo                                       |
| ------------------------------------------------------- | ------------------------------------------------------- | -------------------------------------------- | -------------------------------------------- |
| Amsterdam 1928                                          | Betty Robinson                                          | Fanny Rosenfeld                              | Ethel Smith                                  |
| Los Angeles 1932                                        | Stanisława Walasiewicz                                  | Hilda Strike                                 | Wilhelmina von Bremen                        |
| Berlino 1936                                            | Helen Stephens                                          | Stanisława Walasiewicz                       | Käthe Krauß                                  |
| Londra 1948                                             | Fanny Blankers-Koen                                     | Dorothy Manley                               | Shirley Strickland                           |
| Helsinki 1952                                           | Marjorie Jackson                                        | Daphne Hasenjager                            | Shirley Strickland                           |
| Melbourne 1956                                          | Betty Cuthbert                                          | Christa Stubnick                             | Marlene Mathews                              |
| Roma 1960                                               | Wilma Rudolph                                           | Dorothy Hyman                                | Giuseppina Leone                             |
| Tokyo 1964                                              | Wyomia Tyus                                             | Edith McGuire                                | Ewa Kłobukowska                              |
| Città del Messico 1968                                  | Wyomia Tyus                                             | Barbara Ferrell                              | Irena Szewińska                              |
| Monaco di Baviera 1972                                  | Renate Stecher                                          | Raelene Boyle                                | Silvia Chivás                                |
| Montréal 1976                                           | Annegret Richter                                        | Renate Stecher                               | Inge Helten                                  |
| Mosca 1980                                              | Ljudmila Kondrat'eva                                    | Marlies Göhr                                 | Ingrid Auerswald                             |
| Los Angeles 1984                                        | Evelyn Ashford                                          | Alice Brown                                  | Merlene Ottey                                |
| Seul 1988                                               | Florence Griffith-Joyner                                | Evelyn Ashford                               | Heike Drechsler                              |
| Barcellona 1992                                         | Gail Devers                                             | Juliet Cuthbert                              | Irina Privalova                              |
| Atlanta 1996                                            | Gail Devers                                             | Merlene Ottey                                | Gwen Torrence                                |
| Sydney 2000                                             | Marion Jones                                            | Aikaterinī Thanou                            | Merlene Ottey                                |
| Sydney 2000                                             | Marion Jones                                            | Tayna Lawrence                               | Merlene Ottey                                |
| Atene 2004                                              | Julija Nescjarėnka                                      | Lauryn Williams                              | Veronica Campbell                            |
| Pechino 2008                                            | Shelly-Ann Fraser                                       | Sherone Simpson                              | —                                            |
| Pechino 2008                                            | Shelly-Ann Fraser                                       | Kerron Stewart                               | —                                            |
| Londra 2012                                             | Shelly-Ann Fraser                                       | Carmelita Jeter                              | Veronica Campbell-Brown                      |
| Rio de Janeiro 2016                                     | Elaine Thompson                                         | Tori Bowie                                   | Shelly-Ann Fraser-Pryce                      |
| Tokyo 2020                                              | Elaine Thompson-Herah                                   | Shelly-Ann Fraser-Pryce                      | Shericka Jackson                             |
| Parigi 2024                                             | Julien Alfred                                           | Sha'Carri Richardson                         | Melissa Jefferson                            |
| Atleta meglio premiato: Shelly-Ann Fraser-Pryce (2/1/1) | Atleta meglio premiato: Shelly-Ann Fraser-Pryce (2/1/1) | Nazione meglio premiata: Stati Uniti (9/8/3) | Nazione meglio premiata: Stati Uniti (9/8/3) |

#### 200 metri piani
| Edizione                                                     | Oro                                                          | Argento                                      | Bronzo |
| ------------------------------------------------------------ | ------------------------------------------------------------ | -------------------------------------------- | --- |
| Londra 1948                                                  | Fanny Blankers-Koen                                          | Audrey Williamson                            | Audrey Patterson |
| Helsinki 1952                                                | Marjorie Jackson                                             | Bertha Brouwer                               | [[File: Flag of the Soviet Union (1936 – 1955).svg\|class=noviewer\| Unione Sovietica (bandiera)\|border\|20x16px]] Nadežda Chnykina-Dvališvili |
| Melbourne 1956                                               | Betty Cuthbert                                               | Christa Stubnick                             | Marlene Mathews |
| Roma 1960                                                    | Wilma Rudolph                                                | Jutta Heine                                  | Dorothy Hyman |
| Tokyo 1964                                                   | Edith McGuire                                                | Irena Szewińska                              | Marilyn Black |
| Città del Messico 1968                                       | Irena Szewińska                                              | Raelene Boyle                                | Jennifer Lamy |
| Monaco di Baviera 1972                                       | Renate Stecher                                               | Raelene Boyle                                | Irena Szewińska |
| Montréal 1976                                                | Bärbel Eckert                                                | Annegret Richter                             | Renate Stecher |
| Mosca 1980                                                   | Bärbel Wöckel                                                | Natal'ja Bočina                              | Merlene Ottey |
| Los Angeles 1984                                             | Valerie Brisco-Hooks                                         | Florence Griffith-Joyner                     | Merlene Ottey |
| Seul 1988                                                    | Florence Griffith-Joyner                                     | Grace Jackson                                | Heike Drechsler |
| Barcellona 1992                                              | Gwen Torrence                                                | Juliet Cuthbert                              | Merlene Ottey |
| Atlanta 1996                                                 | Marie-José Pérec                                             | Merlene Ottey                                | Mary Onyali |
| Sydney 2000                                                  | Pauline Davis                                                | Susanthika Jayasinghe                        | Beverly McDonald |
| Atene 2004                                                   | Veronica Campbell                                            | Allyson Felix                                | Debbie Ferguson |
| Pechino 2008                                                 | Veronica Campbell-Brown                                      | Allyson Felix                                | Kerron Stewart |
| Londra 2012                                                  | Allyson Felix                                                | Shelly-Ann Fraser-Pryce                      | Carmelita Jeter |
| Rio de Janeiro 2016                                          | Elaine Thompson                                              | Dafne Schippers                              | Tori Bowie |
| Tokyo 2020                                                   | Elaine Thompson-Herah                                        | Christine Mboma                              | Gabrielle Thomas |
| Parigi 2024                                                  | Gabrielle Thomas                                             | Julien Alfred                                | Brittany Brown |
| Atleta meglio premiato: Wöckel e Campbell e Thompson (2/0/0) | Atleta meglio premiato: Wöckel e Campbell e Thompson (2/0/0) | Nazione meglio premiata: Stati Uniti (7/3/5) | Nazione meglio premiata: Stati Uniti (7/3/5) |

#### 400 metri piani
| Edizione                                                          | Oro                                                               | Argento                                            | Bronzo                                             |
| ----------------------------------------------------------------- | ----------------------------------------------------------------- | -------------------------------------------------- | -------------------------------------------------- |
| Tokyo 1964                                                        | Betty Cuthbert                                                    | Ann Packer                                         | Judy Amoore                                        |
| Città del Messico 1968                                            | Colette Besson                                                    | Lillian Board                                      | Natal'ja Pečënkina                                 |
| Monaco di Baviera 1972                                            | Monika Zehrt                                                      | Rita Wilden                                        | Kathy Hammond                                      |
| Montréal 1976                                                     | Irena Szewińska                                                   | Christina Lathan                                   | Ellen Streidt                                      |
| Mosca 1980                                                        | Marita Koch                                                       | Jarmila Kratochvílová                              | Christina Lathan                                   |
| Los Angeles 1984                                                  | Valerie Brisco-Hooks                                              | Chandra Cheeseborough                              | Kathy Smallwood-Cook                               |
| Seul 1988                                                         | Ol'ha Bryzhina                                                    | Petra Müller                                       | Ol'ga Nazarova                                     |
| Barcellona 1992                                                   | Marie-José Pérec                                                  | Ol'ha Bryzhina                                     | Ximena Restrepo                                    |
| Atlanta 1996                                                      | Marie-José Pérec                                                  | Cathy Freeman                                      | Falilat Ogunkoya                                   |
| Sydney 2000                                                       | Cathy Freeman                                                     | Lorraine Graham                                    | Katharine Merry                                    |
| Atene 2004                                                        | Tonique Williams-Darling                                          | Ana Guevara                                        | Natal'ja Antjuch                                   |
| Pechino 2008                                                      | Christine Ohuruogu                                                | Shericka Williams                                  | Sanya Richards                                     |
| Londra 2012                                                       | Sanya Richards-Ross                                               | Christine Ohuruogu                                 | DeeDee Trotter                                     |
| Rio de Janeiro 2016                                               | Shaunae Miller                                                    | Allyson Felix                                      | Shericka Jackson                                   |
| Tokyo 2020                                                        | Shaunae Miller-Uibo                                               | Marileidy Paulino                                  | Allyson Felix                                      |
| Parigi 2024                                                       | Marileidy Paulino                                                 | Salwa Eid Naser                                    | Natalia Kaczmarek                                  |
| Atleta meglio premiato: Marie-José Pérec e Shaunae Miller (2/0/0) | Atleta meglio premiato: Marie-José Pérec e Shaunae Miller (2/0/0) | Nazione meglio premiata: Francia e Bahamas (3/0/0) | Nazione meglio premiata: Francia e Bahamas (3/0/0) |

#### 800 metri piani
| Edizione                                       | Oro                                            | Argento                                           | Bronzo                                            |
| ---------------------------------------------- | ---------------------------------------------- | ------------------------------------------------- | ------------------------------------------------- |
| Amsterdam 1928                                 | Lina Radke                                     | Kinue Hitomi                                      | Inga Gentzel                                      |
| Roma 1960                                      | Ljudmila Ševcova                               | Brenda Jones                                      | Ursula Donath                                     |
| Tokyo 1964                                     | Ann Packer                                     | Maryvonne Dupureur                                | Marise Chamberlain                                |
| Città del Messico 1968                         | Madeline Manning                               | Ileana Silai                                      | Mia Gommers                                       |
| Monaco di Baviera 1972                         | Hildegard Falck                                | Nijolė Sabaitė                                    | Gunhild Hoffmeister                               |
| Montréal 1976                                  | Tat'jana Kazankina                             | Nikolina Štereva                                  | Elfi Zinn                                         |
| Mosca 1980                                     | Nadija Olizarenko                              | Ol'ga Mineeva                                     | Tat'jana Providochina                             |
| Los Angeles 1984                               | Doina Melinte                                  | Kim Gallagher                                     | Fiţa Lovin                                        |
| Seul 1988                                      | Sigrun Wodars                                  | Christine Wachtel                                 | Kim Gallagher                                     |
| Barcellona 1992                                | Ellen van Langen                               | Lilija Nurutdinova                                | Ana Fidelia Quirot                                |
| Atlanta 1996                                   | Svetlana Masterkova                            | Ana Fidelia Quirot                                | Maria de Lurdes Mutola                            |
| Sydney 2000                                    | Maria de Lurdes Mutola                         | Stephanie Graf                                    | Kelly Holmes                                      |
| Atene 2004                                     | Kelly Holmes                                   | Hasna Benhassi                                    | Jolanda Čeplak                                    |
| Pechino 2008                                   | Pamela Jelimo                                  | Janeth Jepkosgei                                  | Hasna Benhassi                                    |
| Londra 2012                                    | Caster Semenya                                 | Ekaterina Poistogova                              | Pamela Jelimo                                     |
| Rio de Janeiro 2016                            | Caster Semenya                                 | Francine Niyonsaba                                | Margaret Wambui                                   |
| Tokyo 2020                                     | Athing Mu                                      | Keely Hodgkinson                                  | Raevyn Rogers                                     |
| Parigi 2024                                    | Keely Hodgkinson                               | Tsige Duguma                                      | Mary Moraa                                        |
| Atleta meglio premiato: Caster Semenya (2/0/0) | Atleta meglio premiato: Caster Semenya (2/0/0) | Nazione meglio premiata: Unione Sovietica (3/2/1) | Nazione meglio premiata: Unione Sovietica (3/2/1) |

#### 1500 metri piani
| Edizione                                       | Oro                                            | Argento                                           | Bronzo                                            |
| ---------------------------------------------- | ---------------------------------------------- | ------------------------------------------------- | ------------------------------------------------- |
| Monaco di Baviera 1972                         | Ljudmila Bragina                               | Gunhild Hoffmeister                               | Paola Pigni                                       |
| Montréal 1976                                  | Tat'jana Kazankina                             | Gunhild Hoffmeister                               | Ulrike Bruns                                      |
| Mosca 1980                                     | Tat'jana Kazankina                             | Christiane Wartenberg                             | Nadija Olizarenko                                 |
| Los Angeles 1984                               | Gabriella Dorio                                | Doina Melinte                                     | Maricica Puică                                    |
| Seul 1988                                      | Paula Ivan                                     | Laimutė Baikauskaitė                              | Tat'jana Samolenko                                |
| Barcellona 1992                                | Hassiba Boulmerka                              | Ljudmila Rogačëva                                 | Qu Yunxia                                         |
| Atlanta 1996                                   | Svetlana Masterkova                            | Gabriela Szabó                                    | Theresia Kiesl                                    |
| Sydney 2000                                    | Nouria Mérah-Benida                            | Violeta Szekely                                   | Gabriela Szabó                                    |
| Atene 2004                                     | Kelly Holmes                                   | Tat'jana Tomašova                                 | Maria Cioncan                                     |
| Pechino 2008                                   | Nancy Jebet Langat                             | Iryna Liščyns'ka                                  | Natalija Tobias                                   |
| Londra 2012                                    | Maryam Yusuf Jamal                             | Tat'jana Tomašova                                 | Abeba Aregawi                                     |
| Rio de Janeiro 2016                            | Faith Kipyegon                                 | Genzebe Dibaba                                    | Jennifer Simpson                                  |
| Tokyo 2020                                     | Faith Kipyegon                                 | Laura Muir                                        | Sifan Hassan                                      |
| Parigi 2024                                    | Faith Kipyegon                                 | Jessica Hull                                      | Georgia Bell                                      |
| Atleta meglio premiato: Faith Kipyegon (3/0/0) | Atleta meglio premiato: Faith Kipyegon (3/0/0) | Nazione meglio premiata: Unione Sovietica (3/1/2) | Nazione meglio premiata: Unione Sovietica (3/1/2) |

#### 5000 metri piani
| Edizione                                      | Oro                                           | Argento                                  | Bronzo                                   |
| --------------------------------------------- | --------------------------------------------- | ---------------------------------------- | ---------------------------------------- |
| Atlanta 1996                                  | Wang Junxia                                   | Pauline Konga                            | Roberta Brunet                           |
| Sydney 2000                                   | Gabriela Szabó                                | Sonia O'Sullivan                         | Gete Wami                                |
| Atene 2004                                    | Meseret Defar                                 | Isabella Ochichi                         | Tirunesh Dibaba                          |
| Pechino 2008                                  | Tirunesh Dibaba                               | Meseret Defar                            | Sylvia Kibet                             |
| Londra 2012                                   | Meseret Defar                                 | Vivian Cheruiyot                         | Tirunesh Dibaba                          |
| Rio de Janeiro 2016                           | Vivian Cheruiyot                              | Hellen Obiri                             | Almaz Ayana                              |
| Tokyo 2020                                    | Sifan Hassan                                  | Hellen Obiri                             | Gudaf Tsegay                             |
| Parigi 2024                                   | Beatrice Chebet                               | Faith Kipyegon                           | Sifan Hassan                             |
| Atleta meglio premiato: Meseret Defar (2/0/1) | Atleta meglio premiato: Meseret Defar (2/0/1) | Nazione meglio premiata: Etiopia (3/0/6) | Nazione meglio premiata: Etiopia (3/0/6) |

#### 10000 metri piani
| Edizione                                                       | Oro                                                            | Argento                                  | Bronzo                                   |
| -------------------------------------------------------------- | -------------------------------------------------------------- | ---------------------------------------- | ---------------------------------------- |
| Seul 1988                                                      | Ol'ga Bondarenko                                               | Liz McColgan                             | Olena Župieva                            |
| Barcellona 1992                                                | Derartu Tulu                                                   | Elana Meyer                              | Lynn Jennings                            |
| Atlanta 1996                                                   | Fernanda Ribeiro                                               | Wang Junxia                              | Gete Wami                                |
| Sydney 2000                                                    | Derartu Tulu                                                   | Gete Wami                                | Fernanda Ribeiro                         |
| Atene 2004                                                     | Xing Huina                                                     | Ejegayehu Dibaba                         | Derartu Tulu                             |
| Pechino 2008                                                   | Tirunesh Dibaba                                                | Shalane Flanagan                         | Linet Chepkwemoi Masai                   |
| Londra 2012                                                    | Tirunesh Dibaba                                                | Sally Kipyego                            | Vivian Cheruiyot                         |
| Rio de Janeiro 2016                                            | Almaz Ayana                                                    | Vivian Cheruiyot                         | Tirunesh Dibaba                          |
| Tokyo 2020                                                     | Sifan Hassan                                                   | Kalkidan Gezahegne                       | Letesenbet Gidey                         |
| Parigi 2024                                                    | Beatrice Chebet                                                | Nadia Battocletti                        | Sifan Hassan                             |
| Atleta meglio premiato: Derartu Tulu e Tirunesh Dibaba (2/0/1) | Atleta meglio premiato: Derartu Tulu e Tirunesh Dibaba (2/0/1) | Nazione meglio premiata: Etiopia (5/2/4) | Nazione meglio premiata: Etiopia (5/2/4) |

### Corse a ostacoli

#### 100 metri ostacoli
| Edizione                                                   | Oro                                                        | Argento                                      | Bronzo                                       |
| ---------------------------------------------------------- | ---------------------------------------------------------- | -------------------------------------------- | -------------------------------------------- |
| Monaco di Baviera 1972                                     | Annelie Ehrhardt                                           | Valeria Bufanu                               | Karin Balzer                                 |
| Montréal 1976                                              | Johanna Schaller                                           | Tat'jana Anisimova                           | Natal'ja Lebedeva                            |
| Mosca 1980                                                 | Vera Komisova                                              | Johanna Klier                                | Lucyna Langer                                |
| Los Angeles 1984                                           | Benita Fitzgerald-Brown                                    | Shirley Strong                               | Michèle Chardonnet                           |
| Los Angeles 1984                                           | Benita Fitzgerald-Brown                                    | Shirley Strong                               | Kim Turner                                   |
| Seul 1988                                                  | Jordanka Donkova                                           | Gloria Siebert                               | Claudia Zaczkiewicz                          |
| Barcellona 1992                                            | Paraskeuī Patoulidou                                       | LaVonna Martin                               | Jordanka Donkova                             |
| Atlanta 1996                                               | Ludmila Engquist                                           | Brigita Bukovec                              | Patricia Girard                              |
| Sydney 2000                                                | Ol'ga Şişigina                                             | Glory Alozie                                 | Melissa Morrison-Howard                      |
| Atene 2004                                                 | Joanna Hayes                                               | Olena Krasovs'ka                             | Melissa Morrison-Howard                      |
| Pechino 2008                                               | Dawn Harper                                                | Sally Pearson                                | Priscilla Lopes-Schliep                      |
| Londra 2012                                                | Sally Pearson                                              | Dawn Harper                                  | Kellie Wells                                 |
| Rio de Janeiro 2016                                        | Brianna Rollins                                            | Nia Ali                                      | Kristi Castlin                               |
| Tokyo 2020                                                 | Jasmine Camacho-Quinn                                      | Kendra Harrison                              | Megan Tapper                                 |
| Parigi 2024                                                | Masai Russell                                              | Cyréna Samba-Mayela                          | Jasmine Camacho-Quinn                        |
| Atleta meglio premiato: Schaller, Harper e Pearson (1/1/0) | Atleta meglio premiato: Schaller, Harper e Pearson (1/1/0) | Nazione meglio premiata: Stati Uniti (5/4/5) | Nazione meglio premiata: Stati Uniti (5/4/5) |

#### 400 metri ostacoli
| Edizione                                          | Oro                                               | Argento                                      | Bronzo                                       |
| ------------------------------------------------- | ------------------------------------------------- | -------------------------------------------- | -------------------------------------------- |
| Los Angeles 1984                                  | Nawal El Moutawakel                               | Judi Brown                                   | Cristieana Cojocaru                          |
| Seul 1988                                         | Debbie Flintoff-King                              | Tat'jana Ledovskaja                          | Ellen Fiedler                                |
| Barcellona 1992                                   | Sally Gunnell                                     | Sandra Farmer-Patrick                        | Janeene Vickers                              |
| Atlanta 1996                                      | Deon Hemmings                                     | Kim Batten                                   | Tonja Buford-Bailey                          |
| Sydney 2000                                       | Irina Privalova                                   | Deon Hemmings                                | Nezha Bidouane                               |
| Atene 2004                                        | Fanī Chalkia                                      | Ionela Târlea                                | Tetjana Tereščuk                             |
| Pechino 2008                                      | Melaine Walker                                    | Sheena Tosta                                 | Tasha Danvers                                |
| Londra 2012                                       | Lashinda Demus                                    | Zuzana Hejnová                               | Kaliese Spencer                              |
| Rio de Janeiro 2016                               | Dalilah Muhammad                                  | Sara Slott Petersen                          | Ashley Spencer                               |
| Tokyo 2020                                        | Sydney McLaughlin                                 | Dalilah Muhammad                             | Femke Bol                                    |
| Parigi 2024                                       | Sydney McLaughlin                                 | Anna Cockrell                                | Femke Bol                                    |
| Atleta meglio premiato: Sydney McLaughlin (2/0/0) | Atleta meglio premiato: Sydney McLaughlin (2/0/0) | Nazione meglio premiata: Stati Uniti (4/6/3) | Nazione meglio premiata: Stati Uniti (4/6/3) |

#### 3000 metri siepi
| Edizione                                        | Oro                                             | Argento                                  | Bronzo                                   |
| ----------------------------------------------- | ----------------------------------------------- | ---------------------------------------- | ---------------------------------------- |
| Pechino 2008                                    | Gul'nara Samitova-Galkina                       | Eunice Jepkorir                          | Tat'jana Petrova                         |
| Londra 2012                                     | Habiba Ghribi                                   | Sofia Assefa                             | Milcah Chemos Cheywa                     |
| Rio de Janeiro 2016                             | Ruth Jebet                                      | Hyvin Kiyeng-Jepkemoi                    | Emma Coburn                              |
| Tokyo 2020                                      | Peruth Chemutai                                 | Courtney Frerichs                        | Hyvin Kiyeng-Jepkemoi                    |
| Parigi 2024                                     | Winfred Yavi                                    | Peruth Chemutai                          | Faith Cherotich                          |
| Atleta meglio premiato: Peruth Chemutai (1/1/0) | Atleta meglio premiato: Peruth Chemutai (1/1/0) | Nazione meglio premiata: Bahrein (2/0/0) | Nazione meglio premiata: Bahrein (2/0/0) |

### Prove su strada

#### Marcia 20 km
| Edizione                                 | Oro                                      | Argento                               | Bronzo                                |
| ---------------------------------------- | ---------------------------------------- | ------------------------------------- | ------------------------------------- |
| Sydney 2000                              | Wang Liping                              | Kjersti Plätzer                       | María Vasco                           |
| Atene 2004                               | Athanasia Tsoumeleka                     | Olimpiada Ivanova                     | Jane Saville                          |
| Pechino 2008                             | Ol'ga Kanis'kina                         | Kjersti Plätzer                       | Elisa Rigaudo                         |
| Londra 2012                              | Qieyang Shenjie                          | Liu Hong                              | Lü Xiuzhi                             |
| Rio de Janeiro 2016                      | Liu Hong                                 | María Guadalupe González              | Lü Xiuzhi                             |
| Tokyo 2020                               | Antonella Palmisano                      | Sandra Arenas                         | Liu Hong                              |
| Parigi 2024                              | Yang Jiayu                               | María Pérez                           | Jemima Montag                         |
| Atleta meglio premiato: Liu Hong (1/0/2) | Atleta meglio premiato: Liu Hong (1/0/2) | Nazione meglio premiata: Cina (4/1/3) | Nazione meglio premiata: Cina (4/1/3) |

#### Maratona
| Edizione                                          | Oro                                               | Argento                                | Bronzo                                 |
| ------------------------------------------------- | ------------------------------------------------- | -------------------------------------- | -------------------------------------- |
| Los Angeles 1984                                  | Joan Benoit                                       | Grete Waitz                            | Rosa Mota                              |
| Seul 1988                                         | Rosa Mota                                         | Lisa Martin                            | Katrin Dörre                           |
| Barcellona 1992                                   | Valentina Egorova                                 | Yuko Arimori                           | Lorraine Moller                        |
| Atlanta 1996                                      | Fatuma Roba                                       | Valentina Egorova                      | Yuko Arimori                           |
| Sydney 2000                                       | Naoko Takahashi                                   | Lidia Șimon                            | Joyce Chepchumba                       |
| Atene 2004                                        | Mizuki Noguchi                                    | Catherine Ndereba                      | Deena Kastor                           |
| Pechino 2008                                      | Constantina Diță                                  | Catherine Ndereba                      | Zhou Chunxiu                           |
| Londra 2012                                       | Tiki Gelana                                       | Priscah Jeptoo                         | Tat'jana Archipova                     |
| Rio de Janeiro 2016                               | Jemima Sumgong                                    | Eunice Kirwa                           | Mare Dibaba                            |
| Tokyo 2020                                        | Peres Jepchirchir                                 | Brigid Kosgei                          | Molly Seidel                           |
| Parigi 2024                                       | Sifan Hassan                                      | Tigist Assefa                          | Hellen Obiri                           |
| Atleta meglio premiato: Valentina Egorova (1/1/0) | Atleta meglio premiato: Valentina Egorova (1/1/0) | Nazione meglio premiata: Kenya (2/4/1) | Nazione meglio premiata: Kenya (2/4/1) |

### Staffette

#### 4×100 metri
| Edizione                                      | Oro            | Argento                   | Bronzo           |
| --------------------------------------------- | -------------- | ------------------------- | ---------------- |
| Amsterdam 1928                                | Canada         | Stati Uniti               | Germania         |
| Los Angeles 1932                              | Stati Uniti    | Canada                    | Gran Bretagna    |
| Berlino 1936                                  | Stati Uniti    | Gran Bretagna             | Canada           |
| Londra 1948                                   | Paesi Bassi    | Australia                 | Canada           |
| Helsinki 1952                                 | Stati Uniti    | Germania Ovest            | Gran Bretagna    |
| Melbourne 1956                                | Australia      | Gran Bretagna             | Stati Uniti      |
| Roma 1960                                     | Stati Uniti    | Squadra Unificata Tedesca | Polonia          |
| Tokyo 1964                                    | Polonia        | Stati Uniti               | Gran Bretagna    |
| Città del Messico 1968                        | Stati Uniti    | Cuba                      | Unione Sovietica |
| Monaco di Baviera 1972                        | Germania Ovest | Germania Est              | Cuba             |
| Montréal 1976                                 | Germania Est   | Germania Ovest            | Unione Sovietica |
| Mosca 1980                                    | Germania Est   | Unione Sovietica          | Gran Bretagna    |
| Los Angeles 1984                              | Stati Uniti    | Canada                    | Gran Bretagna    |
| Seul 1988                                     | Stati Uniti    | Germania Est              | Unione Sovietica |
| Barcellona 1992                               | Stati Uniti    | Squadra Unificata         | Nigeria          |
| Atlanta 1996                                  | Stati Uniti    | Bahamas                   | Giamaica         |
| Sydney 2000                                   | Bahamas        | Giamaica                  | Stati Uniti      |
| Atene 2004                                    | Giamaica       | Russia                    | Francia          |
| Pechino 2008                                  | Belgio         | Nigeria                   | Brasile          |
| Londra 2012                                   | Stati Uniti    | Giamaica                  | Ucraina          |
| Rio de Janeiro 2016                           | Stati Uniti    | Giamaica                  | Gran Bretagna    |
| Tokyo 2020                                    | Giamaica       | Stati Uniti               | Gran Bretagna    |
| Parigi 2024                                   | Stati Uniti    | Gran Bretagna             | Germania         |
| Nazione meglio premiata: Stati Uniti (12/3/2) |                |                           |                  |

#### 4×400 metri
| Edizione                                     | Oro               | Argento      | Bronzo           |
| -------------------------------------------- | ----------------- | ------------ | ---------------- |
| Monaco di Baviera 1972                       | Germania Est      | Stati Uniti  | Germania Ovest   |
| Montréal 1976                                | Germania Est      | Stati Uniti  | Unione Sovietica |
| Mosca 1980                                   | Unione Sovietica  | Germania Est | Gran Bretagna    |
| Los Angeles 1984                             | Stati Uniti       | Canada       | Germania Ovest   |
| Seul 1988                                    | Unione Sovietica  | Stati Uniti  | Germania Est     |
| Barcellona 1992                              | Squadra Unificata | Stati Uniti  | Gran Bretagna    |
| Atlanta 1996                                 | Stati Uniti       | Nigeria      | Germania         |
| Sydney 2000                                  | Stati Uniti       | Giamaica     | Russia           |
| Atene 2004                                   | Stati Uniti       | Russia       | Giamaica         |
| Pechino 2008                                 | Stati Uniti       | Giamaica     | Gran Bretagna    |
| Londra 2012                                  | Stati Uniti       | Giamaica     | Ucraina          |
| Rio de Janeiro 2016                          | Stati Uniti       | Giamaica     | Gran Bretagna    |
| Tokyo 2020                                   | Stati Uniti       | Polonia      | Giamaica         |
| Parigi 2024                                  | Stati Uniti       | Paesi Bassi  | Gran Bretagna    |
| Nazione meglio premiata: Stati Uniti (9/4/0) |                   |              |                  |

### Salti

#### Salto in alto
| Edizione                                                        | Oro                                                             | Argento                                      | Bronzo |
| --------------------------------------------------------------- | --------------------------------------------------------------- | -------------------------------------------- | --- |
| Amsterdam 1928                                                  | Ethel Catherwood                                                | Lien Gisolf                                  | Mildred Wiley |
| Los Angeles 1932                                                | Jean Shiley                                                     | Babe Didrikson-Zaharias                      | Eva Dawes |
| Berlino 1936                                                    | Ibolya Csák                                                     | Dorothy Odam-Tyler                           | Elfriede Kaun |
| Londra 1948                                                     | Alice Coachman                                                  | Dorothy Odam-Tyler                           | Micheline Ostermeyer |
| Helsinki 1952                                                   | Esther Brand                                                    | Sheila Lerwill                               | [[File: Flag of the Soviet Union (1936 – 1955).svg\|class=noviewer\| Unione Sovietica (bandiera)\|border\|20x16px]] Aleksandra Čudina |
| Melbourne 1956                                                  | Mildred McDaniel                                                | Thelma Hopkins                               | — |
| Melbourne 1956                                                  | Mildred McDaniel                                                | Marija Pisareva                              | — |
| Roma 1960                                                       | Iolanda Balaș                                                   | Jarosława Jóźwiakowska                       | — |
| Roma 1960                                                       | Iolanda Balaș                                                   | Dorothy Shirley                              | — |
| Tokyo 1964                                                      | Iolanda Balaș                                                   | Michele Brown                                | Taïsija Čenčyk |
| Città del Messico 1968                                          | Miloslava Rezková                                               | Antonina Okorokova                           | Valentyna Kozyr |
| Monaco di Baviera 1972                                          | Ulrike Meyfarth                                                 | Jordanka Blagoeva                            | Ilona Gusenbauer |
| Montréal 1976                                                   | Rosemarie Ackermann                                             | Sara Simeoni                                 | Jordanka Blagoeva |
| Mosca 1980                                                      | Sara Simeoni                                                    | Urszula Kielan                               | Jutta Kirst |
| Los Angeles 1984                                                | Ulrike Meyfarth                                                 | Sara Simeoni                                 | Joni Huntley |
| Seul 1988                                                       | Louise Ritter                                                   | Stefka Kostadinova                           | Tamara Bykova |
| Barcellona 1992                                                 | Heike Henkel                                                    | Alina Astafei                                | Ioamnet Quintero |
| Atlanta 1996                                                    | Stefka Kostadinova                                              | Nikī Bakogiannī                              | Inha Babakova |
| Sydney 2000                                                     | Elena Elesina                                                   | Hestrie Cloete                               | Kajsa Bergqvist |
| Sydney 2000                                                     | Elena Elesina                                                   | Hestrie Cloete                               | Oana Pantelimon |
| Atene 2004                                                      | Elena Slesarenko                                                | Hestrie Cloete                               | Vita St'opina |
| Pechino 2008                                                    | Tia Hellebaut                                                   | Blanka Vlašić                                | Chaunté Howard |
| Londra 2012                                                     | Anna Čičerova                                                   | Brigetta Barrett                             | Ruth Beitia |
| Rio de Janeiro 2016                                             | Ruth Beitia                                                     | Mirela Demireva                              | Blanka Vlašić |
| Tokyo 2020                                                      | Marija Lasickene                                                | Nicola McDermott                             | Jaroslava Mahučich |
| Parigi 2024                                                     | Jaroslava Mahučich                                              | Nicola Olyslagers                            | Iryna Heraščenko |
| Parigi 2024                                                     | Jaroslava Mahučich                                              | Nicola Olyslagers                            | Eleanor Patterson |
| Atleta meglio premiato: Iolanda Balaș e Ulrike Meyfarth (2/0/0) | Atleta meglio premiato: Iolanda Balaș e Ulrike Meyfarth (2/0/0) | Nazione meglio premiata: Stati Uniti (4/2/3) | Nazione meglio premiata: Stati Uniti (4/2/3)                                                                                          |

#### Salto con l'asta
| Edizione                                        | Oro                                             | Argento                                      | Bronzo                                       |
| ----------------------------------------------- | ----------------------------------------------- | -------------------------------------------- | -------------------------------------------- |
| Sydney 2000                                     | Stacy Dragila                                   | Tatiana Grigorieva                           | Vala Flosadóttir                             |
| Atene 2004                                      | Elena Isinbaeva                                 | Svetlana Feofanova                           | Anna Rogowska                                |
| Pechino 2008                                    | Elena Isinbaeva                                 | Jennifer Suhr                                | Svetlana Feofanova                           |
| Londra 2012                                     | Jennifer Suhr                                   | Yarisley Silva                               | Elena Isinbaeva                              |
| Rio de Janeiro 2016                             | Aikaterinī Stefanidī                            | Sandi Morris                                 | Eliza McCartney                              |
| Tokyo 2020                                      | Katie Nageotte                                  | Anželika Sidorova                            | Holly Bradshaw                               |
| Parigi 2024                                     | Nina Kennedy                                    | Katie Moon                                   | Alysha Newman                                |
| Atleta meglio premiato: Elena Isinbaeva (2/0/1) | Atleta meglio premiato: Elena Isinbaeva (2/0/1) | Nazione meglio premiata: Stati Uniti (3/3/0) | Nazione meglio premiata: Stati Uniti (3/3/0) |

#### Salto in lungo
| Edizione                                        | Oro                                             | Argento | Bronzo                                       |
| ----------------------------------------------- | ----------------------------------------------- | --- | -------------------------------------------- |
| Londra 1948                                     | Olga Gyarmati                                   | Noemí Simonetto de Portela | Ann-Britt Leyman                             |
| Helsinki 1952                                   | Yvette Williams                                 | [[File: Flag of the Soviet Union (1936 – 1955).svg\|class=noviewer\| Unione Sovietica (bandiera)\|border\|20x16px]] Aleksandra Čudina | Shirley Cawley                               |
| Melbourne 1956                                  | Elżbieta Krzesińska                             | Willye White | Nadežda Chnykina-Dvališvili                  |
| Roma 1960                                       | Vera Krepkina                                   | Elżbieta Krzesińska | Hildrun Claus                                |
| Tokyo 1964                                      | Mary Rand                                       | Irena Szewińska | Tat'jana Ščelkanova                          |
| Città del Messico 1968                          | Viorica Viscopoleanu                            | Sheila Sherwood | Tat'jana Talyševa                            |
| Monaco di Baviera 1972                          | Heide Rosendahl                                 | Diana Jorgova | Eva Šuranová                                 |
| Montréal 1976                                   | Angela Voigt                                    | Kathy McMillan | Lidija Alfeeva                               |
| Mosca 1980                                      | Tat'jana Kolpakova                              | Brigitte Wujak | Tat'jana Skačko                              |
| Los Angeles 1984                                | Anișoara Cușmir-Stanciu                         | Vali Ionescu-Constantin | Sue Hearnshaw                                |
| Seul 1988                                       | Jackie Joyner-Kersee                            | Heike Drechsler | Galina Čistjakova                            |
| Barcellona 1992                                 | Heike Drechsler                                 | Inesa Kravec' | Jackie Joyner-Kersee                         |
| Atlanta 1996                                    | Chioma Ajunwa                                   | Fiona May | Jackie Joyner-Kersee                         |
| Sydney 2000                                     | Heike Drechsler                                 | Fiona May | Tat'jana Kotova                              |
| Atene 2004                                      | Tat'jana Lebedeva                               | Irina Simagina | Tat'jana Kotova                              |
| Pechino 2008                                    | Maurren Maggi                                   | Blessing Okagbare | Chelsea Hammond                              |
| Londra 2012                                     | Brittney Reese                                  | Elena Sokolova | Janay DeLoach                                |
| Rio de Janeiro 2016                             | Tianna Bartoletta                               | Brittney Reese | Ivana Španović                               |
| Tokyo 2020                                      | Malaika Mihambo                                 | Brittney Reese | Ese Brume                                    |
| Parigi 2024                                     | Tara Davis-Woodhall                             | Malaika Mihambo | Jasmine Moore                                |
| Atleta meglio premiato: Heike Drechsler (2/1/0) | Atleta meglio premiato: Heike Drechsler (2/1/0) | Nazione meglio premiata: Stati Uniti (4/4/4)                                                                                          | Nazione meglio premiata: Stati Uniti (4/4/4) |

#### Salto triplo
| Edizione                                               | Oro                                                    | Argento                                  | Bronzo                                   |
| ------------------------------------------------------ | ------------------------------------------------------ | ---------------------------------------- | ---------------------------------------- |
| Atlanta 1996                                           | Inesa Kravec'                                          | Inna Lasovskaja                          | Šárka Kašpárková                         |
| Sydney 2000                                            | Tereza Marinova                                        | Tat'jana Lebedeva                        | Olena Hovorova                           |
| Atene 2004                                             | Françoise Mbango Etone                                 | Chrysopīgī Devetzī                       | Tat'jana Lebedeva                        |
| Pechino 2008                                           | Françoise Mbango Etone                                 | Ol'ga Rypakova                           | Yargelis Savigne                         |
| Londra 2012                                            | Ol'ga Rypakova                                         | Caterine Ibargüen                        | Ol'ha Saladucha                          |
| Rio de Janeiro 2016                                    | Caterine Ibargüen                                      | Yulimar Rojas                            | Ol'ga Rypakova                           |
| Tokyo 2020                                             | Yulimar Rojas                                          | Patrícia Mamona                          | Ana Peleteiro                            |
| Parigi 2024                                            | Thea LaFond                                            | Shanieka Ricketts                        | Jasmine Moore                            |
| Atleta meglio premiato: Françoise Mbango Etone (2/0/0) | Atleta meglio premiato: Françoise Mbango Etone (2/0/0) | Nazione meglio premiata: Camerun (2/0/0) | Nazione meglio premiata: Camerun (2/0/0) |

### Lanci

#### Getto del peso
| Edizione                                      | Oro | Argento                                           | Bronzo |
| --------------------------------------------- | --- | ------------------------------------------------- | --- |
| Londra 1948                                   | Micheline Ostermeyer | Amelia Piccinini                                  | Ine Schäffer |
| Helsinki 1952                                 | [[File: Flag of the Soviet Union (1936 – 1955).svg\|class=noviewer\| Unione Sovietica (bandiera)\|border\|20x16px]] Galina Zybina | Marianne Werner                                   | [[File: Flag of the Soviet Union (1936 – 1955).svg\|class=noviewer\| Unione Sovietica (bandiera)\|border\|20x16px]] Klavdija Točënova |
| Melbourne 1956                                | Tamara Tyškevič | Galina Zybina                                     | Marianne Werner |
| Roma 1960                                     | Tamara Press | Johanna Lüttge                                    | Earlene Brown |
| Tokyo 1964                                    | Tamara Press | Renate Garisch                                    | Galina Zybina |
| Città del Messico 1968                        | Margitta Gummel | Marita Lange                                      | Nadežda Čižova |
| Monaco di Baviera 1972                        | Nadežda Čižova | Margitta Gummel                                   | Ivanka Hristova |
| Montréal 1976                                 | Ivanka Hristova | Nadežda Čižova                                    | Helena Fibingerová |
| Mosca 1980                                    | Ilona Slupianek | Svitlana Kračevska                                | Margitta Pufe |
| Los Angeles 1984                              | Claudia Losch | Mihaela Loghin                                    | Gael Martin |
| Seul 1988                                     | Natal'ja Lisovskaja | Kathrin Neimke                                    | Li Meisu |
| Barcellona 1992                               | Svetlana Krivelëva | Huang Zhihong                                     | Kathrin Neimke |
| Atlanta 1996                                  | Astrid Kumbernuss | Sui Xinmei                                        | Irina Chudoroškina |
| Sydney 2000                                   | Janina Karol'čyk | Larisa Pelešenko                                  | Astrid Kumbernuss |
| Atene 2004                                    | Yumileidi Cumbá | Nadine Kleinert                                   | Non assegnato |
| Pechino 2008                                  | Valerie Vili | Misleydis González                                | Gong Lijiao |
| Londra 2012                                   | Valerie Adams | Gong Lijiao                                       | Li Ling |
| Rio de Janeiro 2016                           | Michelle Carter | Valerie Adams                                     | Anita Márton |
| Tokyo 2020                                    | Gong Lijiao | Raven Saunders                                    | Valerie Adams |
| Parigi 2024                                   | Yemisi Ogunleye | Maddison-Lee Wesche                               | Song Jiayuan |
| Atleta meglio premiato: Valerie Adams (2/1/1) | Atleta meglio premiato: Valerie Adams (2/1/1)                                                                                     | Nazione meglio premiata: Unione Sovietica (6/3/3) | Nazione meglio premiata: Unione Sovietica (6/3/3)                                                                                     |

#### Lancio del disco
| Edizione                                        | Oro | Argento | Bronzo |
| ----------------------------------------------- | --- | --- | --- |
| Amsterdam 1928                                  | Halina Konopacka | Lillian Copeland | Ruth Svedberg |
| Los Angeles 1932                                | Lillian Copeland | Ruth Osburn | Jadwiga Wajs |
| Berlino 1936                                    | Gisela Mauermayer | Jadwiga Wajs | Paula Mollenhauer |
| Londra 1948                                     | Micheline Ostermeyer | Edera Cordiale | Jacqueline Mazéas |
| Helsinki 1952                                   | [[File: Flag of the Soviet Union (1936 – 1955).svg\|class=noviewer\| Unione Sovietica (bandiera)\|border\|20x16px]] Nina Romaškova | [[File: Flag of the Soviet Union (1936 – 1955).svg\|class=noviewer\| Unione Sovietica (bandiera)\|border\|20x16px]] Elizaveta Bagrjanceva | [[File: Flag of the Soviet Union (1936 – 1955).svg\|class=noviewer\| Unione Sovietica (bandiera)\|border\|20x16px]] Nina Dumbadze |
| Melbourne 1956                                  | Olga Fikotová | Irina Begljakova | Nina Romaškova |
| Roma 1960                                       | Nina Romaškova | Tamara Press | Lia Manoliu |
| Tokyo 1964                                      | Tamara Press | Ingrid Lotz | Lia Manoliu |
| Città del Messico 1968                          | Lia Manoliu | Liesel Westermann | Jolán Kleiber-Kontsek |
| Monaco di Baviera 1972                          | Faïna Mel'nyk | Argentina Menis | Vasilka Stoeva |
| Montréal 1976                                   | Evelin Schlaak | Marija Petkova | Gabriele Hinzmann |
| Mosca 1980                                      | Evelin Jahl | Marija Petkova | Tat'jana Lesovaja |
| Los Angeles 1984                                | Ria Stalman | Leslie Deniz | Florența Crăciunescu |
| Seul 1988                                       | Martina Hellmann | Diana Gansky | Cvetanka Hristova |
| Barcellona 1992                                 | Maritza Martén | Cvetanka Hristova | Daniela Costian |
| Atlanta 1996                                    | Ilke Wyludda | Natal'ja Sadova | Ėlina Z'verava |
| Sydney 2000                                     | Ėlina Z'verava | Anastasia Kelesidou | Iryna Jatčanka |
| Atene 2004                                      | Natal'ja Sadova | Anastasia Kelesidou | Věra Pospíšilová-Cechlová |
| Pechino 2008                                    | Stephanie Brown-Trafton | Olena Antonova | Song Aimin |
| Londra 2012                                     | Sandra Perković | Li Yanfeng | Yarelis Barrios |
| Rio de Janeiro 2016                             | Sandra Perković | Mélina Robert-Michon | Denia Caballero |
| Tokyo 2020                                      | Valarie Allman | Kristin Pudenz | Yaimé Pérez |
| Parigi 2024                                     | Valarie Allman | Feng Bin | Sandra Elkasević |
| Atleta meglio premiato: Sandra Perković (2/0/1) | Atleta meglio premiato: Sandra Perković (2/0/1)                                                                                    | Nazione meglio premiata: Unione Sovietica (4/3/3)                                                                                         | Nazione meglio premiata: Unione Sovietica (4/3/3)                                                                                 |

#### Lancio del giavellotto
| Edizione                                          | Oro                                               | Argento | Bronzo |
| ------------------------------------------------- | ------------------------------------------------- | --- | --- |
| Los Angeles 1932                                  | Babe Didrikson-Zaharias                           | Ellen Braumüller | Tilly Fleischer |
| Berlino 1936                                      | Tilly Fleischer                                   | Luise Krüger | Maria Kwaśniewska |
| Londra 1948                                       | Herma Bauma                                       | Kaisa Parviainen | Lily Carlstedt |
| Helsinki 1952                                     | Dana Zátopková                                    | [[File: Flag of the Soviet Union (1936 – 1955).svg\|class=noviewer\| Unione Sovietica (bandiera)\|border\|20x16px]] Aleksandra Čudina | [[File: Flag of the Soviet Union (1936 – 1955).svg\|class=noviewer\| Unione Sovietica (bandiera)\|border\|20x16px]] Elena Gorčakova |
| Melbourne 1956                                    | Inese Jaunzeme                                    | Marlene Ahrens | Nadežda Konjaeva |
| Roma 1960                                         | Ėl'vira Ozolina                                   | Dana Zátopková | Birutė Kalėdienė |
| Tokyo 1964                                        | Mihaela Peneș                                     | Márta Rudas | Elena Gorčakova |
| Città del Messico 1968                            | Angéla Németh                                     | Mihaela Peneș | Eva Janko |
| Monaco di Baviera 1972                            | Ruth Fuchs                                        | Jacqueline Todten | Kate Schmidt |
| Montréal 1976                                     | Ruth Fuchs                                        | Marion Becker | Kate Schmidt |
| Mosca 1980                                        | María Caridad Colón                               | Saida Gunba | Ute Hommola |
| Los Angeles 1984                                  | Tessa Sanderson                                   | Tiina Lillak | Fatima Whitbread |
| Seul 1988                                         | Petra Felke                                       | Fatima Whitbread | Beate Koch |
| Barcellona 1992                                   | Silke Renk                                        | Natal'ja Šikolenko | Karen Forkel |
| Atlanta 1996                                      | Heli Rantanen                                     | Louise McPaul | Trine Hattestad |
| Sydney 2000                                       | Trine Hattestad                                   | Miréla Manjani | Osleidys Menéndez |
| Atene 2004                                        | Osleidys Menéndez                                 | Steffi Nerius | Miréla Manjani |
| Pechino 2008                                      | Barbora Špotáková                                 | Christina Obergföll | Goldie Sayers |
| Londra 2012                                       | Barbora Špotáková                                 | Christina Obergföll | Linda Stahl |
| Rio de Janeiro 2016                               | Sara Kolak                                        | Sunette Viljoen | Barbora Špotáková |
| Tokyo 2020                                        | Liu Shiying                                       | Maria Andrejczyk | Kelsey-Lee Barber |
| Parigi 2024                                       | Haruka Kitaguchi                                  | Jo-Ane van Dyk | Nikola Ogrodníková |
| Atleta meglio premiato: Barbora Špotáková (2/0/1) | Atleta meglio premiato: Barbora Špotáková (2/0/1) | Nazione meglio premiata: Germania Est (3/1/2)                                                                                         | Nazione meglio premiata: Germania Est (3/1/2)                                                                                       |

#### Lancio del martello
| Edizione                                         | Oro                                              | Argento                                  | Bronzo                                   |
| ------------------------------------------------ | ------------------------------------------------ | ---------------------------------------- | ---------------------------------------- |
| Sydney 2000                                      | Kamila Skolimowska                               | Ol'ga Kuzenkova                          | Kirsten Münchow                          |
| Atene 2004                                       | Ol'ga Kuzenkova                                  | Yipsi Moreno                             | Yunaika Crawford                         |
| Pechino 2008                                     | Yipsi Moreno                                     | Zhang Wenxiu                             | Manuela Montebrun                        |
| Londra 2012                                      | Anita Włodarczyk                                 | Betty Heidler                            | Zhang Wenxiu                             |
| Rio de Janeiro 2016                              | Anita Włodarczyk                                 | Zhang Wenxiu                             | Sophie Hitchon                           |
| Tokyo 2020                                       | Anita Włodarczyk                                 | Wang Zheng                               | Malwina Kopron                           |
| Parigi 2024                                      | Camryn Rogers                                    | Annette Echikunwoke                      | Zhao Jie                                 |
| Atleta meglio premiato: Anita Włodarczyk (3/0/0) | Atleta meglio premiato: Anita Włodarczyk (3/0/0) | Nazione meglio premiata: Polonia (4/0/1) | Nazione meglio premiata: Polonia (4/0/1) |

### Prove multiple

#### Eptathlon
| Edizione                                         | Oro                                              | Argento                                 | Bronzo                                  |
| ------------------------------------------------ | ------------------------------------------------ | --------------------------------------- | --------------------------------------- |
| Los Angeles 1984                                 | Glynis Nunn                                      | Jackie Joyner-Kersee                    | Sabine Everts                           |
| Seul 1988                                        | Jackie Joyner-Kersee                             | Sabine John                             | Anke Behmer                             |
| Barcellona 1992                                  | Jackie Joyner-Kersee                             | Irina Belova                            | Sabine Braun                            |
| Atlanta 1996                                     | Ghada Shouaa                                     | Natallja Sazanovič                      | Denise Lewis                            |
| Sydney 2000                                      | Denise Lewis                                     | Elena Prochorova                        | Natallja Sazanovič                      |
| Atene 2004                                       | Carolina Klüft                                   | Austra Skujytė                          | Kelly Sotherton                         |
| Pechino 2008                                     | Natalija Dobryns'ka                              | Hyleas Fountain                         | Tat'jana Černova                        |
| Londra 2012                                      | Jessica Ennis                                    | Lilli Schwarzkopf                       | Austra Skujytė                          |
| Rio de Janeiro 2016                              | Nafissatou Thiam                                 | Jessica Ennis-Hill                      | Brianne Theisen-Eaton                   |
| Tokyo 2020                                       | Nafissatou Thiam                                 | Anouk Vetter                            | Emma Oosterwegel                        |
| Parigi 2024                                      | Nafissatou Thiam                                 | Katarina Johnson-Thompson               | Noor Vidts                              |
| Atleta meglio premiato: Nafissatou Thiam (3/0/0) | Atleta meglio premiato: Nafissatou Thiam (3/0/0) | Nazione meglio premiata: Belgio (3/0/1) | Nazione meglio premiata: Belgio (3/0/1) |

### Eventi non più in programma

#### Corse piane
3000 metri piani
| Edizione         | Oro                | Argento             | Bronzo               |
| ---------------- | ------------------ | ------------------- | -------------------- |
| Los Angeles 1984 | Maricica Puică     | Wendy Smith-Sly     | Lynn Kanuka-Williams |
| Seul 1988        | Tat'jana Samolenko | Paula Ivan          | Yvonne Murray        |
| Barcellona 1992  | Elena Romanova     | Tetjana Dorovs'kych | Angela Chalmers      |

#### Corse a ostacoli
80 metri ostacoli
| Edizione                                                       | Oro                                                            | Argento | Bronzo                                     |
| -------------------------------------------------------------- | -------------------------------------------------------------- | --- | ------------------------------------------ |
| Los Angeles 1932                                               | Babe Didrikson                                                 | Evelyne Hall | Marjorie Clark                             |
| Berlino 1936                                                   | Ondina Valla                                                   | Anni Steuer | Betty Taylor                               |
| Londra 1948                                                    | Fanny Blankers-Koen                                            | Maureen Gardner | Shirley Strickland                         |
| Helsinki 1952                                                  | Shirley Strickland de la Hunty                                 | [[File: Flag of the Soviet Union (1936 – 1955).svg\|class=noviewer\| Unione Sovietica (bandiera)\|border\|20x16px]] Marija Golubničaja | Maria Sander                               |
| Melbourne 1956                                                 | Shirley Strickland de la Hunty                                 | Gisela Köhler | Norma Thrower                              |
| Roma 1960                                                      | Irina Press                                                    | Carole Quinton | Gisela Birkemeyer                          |
| Tokyo 1964                                                     | Karin Balzer                                                   | Teresa Ciepły | Pam Kilborn                                |
| Città del Messico 1968                                         | Maureen Caird                                                  | Pam Kilborn | Chi Cheng                                  |
| Atleta meglio premiato: Shirley Strickland de la Hunty (2/0/1) | Atleta meglio premiato: Shirley Strickland de la Hunty (2/0/1) | Nazione meglio premiata: Australia (3/1/3)                                                                                             | Nazione meglio premiata: Australia (3/1/3) |

#### Prove su strada
Marcia 10 km
| Edizione                                                         | Oro                                                              | Argento                               | Bronzo                                |
| ---------------------------------------------------------------- | ---------------------------------------------------------------- | ------------------------------------- | ------------------------------------- |
| Barcellona 1992                                                  | Chen Yueling                                                     | Elena Nikolaeva                       | Li Chunxiu                            |
| Atlanta 1996                                                     | Elena Nikolaeva                                                  | Elisabetta Perrone                    | Wang Yan                              |
| Atleta meglio premiato: tutte le vincitrici della medaglia d'oro | Atleta meglio premiato: tutte le vincitrici della medaglia d'oro | Nazione meglio premiata: Cina (1/0/2) | Nazione meglio premiata: Cina (1/0/2) |

#### Prove multiple
Pentathlon
| Edizione                                                         | Oro                                                              | Argento                                           | Bronzo                                            |
| ---------------------------------------------------------------- | ---------------------------------------------------------------- | ------------------------------------------------- | ------------------------------------------------- |
| Tokyo 1964                                                       | Irina Press                                                      | Mary Rand                                         | Galina Bystrova                                   |
| Città del Messico 1968                                           | Ingrid Becker                                                    | Liese Prokop                                      | Annamária Tóth                                    |
| Monaco di Baviera 1972                                           | Mary Peters                                                      | Heide Rosendahl                                   | Burglinde Pollak                                  |
| Montréal 1976                                                    | Siegrun Siegl                                                    | Christine Laser                                   | Burglinde Pollak                                  |
| Mosca 1980                                                       | Nadežda Tkačenko                                                 | Ol'ga Rukavišnikova                               | Ol'ga Kuragina                                    |
| Atleta meglio premiato: tutte le vincitrici della medaglia d'oro | Atleta meglio premiato: tutte le vincitrici della medaglia d'oro | Nazione meglio premiata: Unione Sovietica (2/1/2) | Nazione meglio premiata: Unione Sovietica (2/1/2) |